# 左爱
左爱（1916年—2008年8月31日），男，江西永新人，中华人民共和国军事人物、政治人物，中国人民解放军开国大校、中国人民解放军少将，江苏省政协原副主席。